# 野立て看板

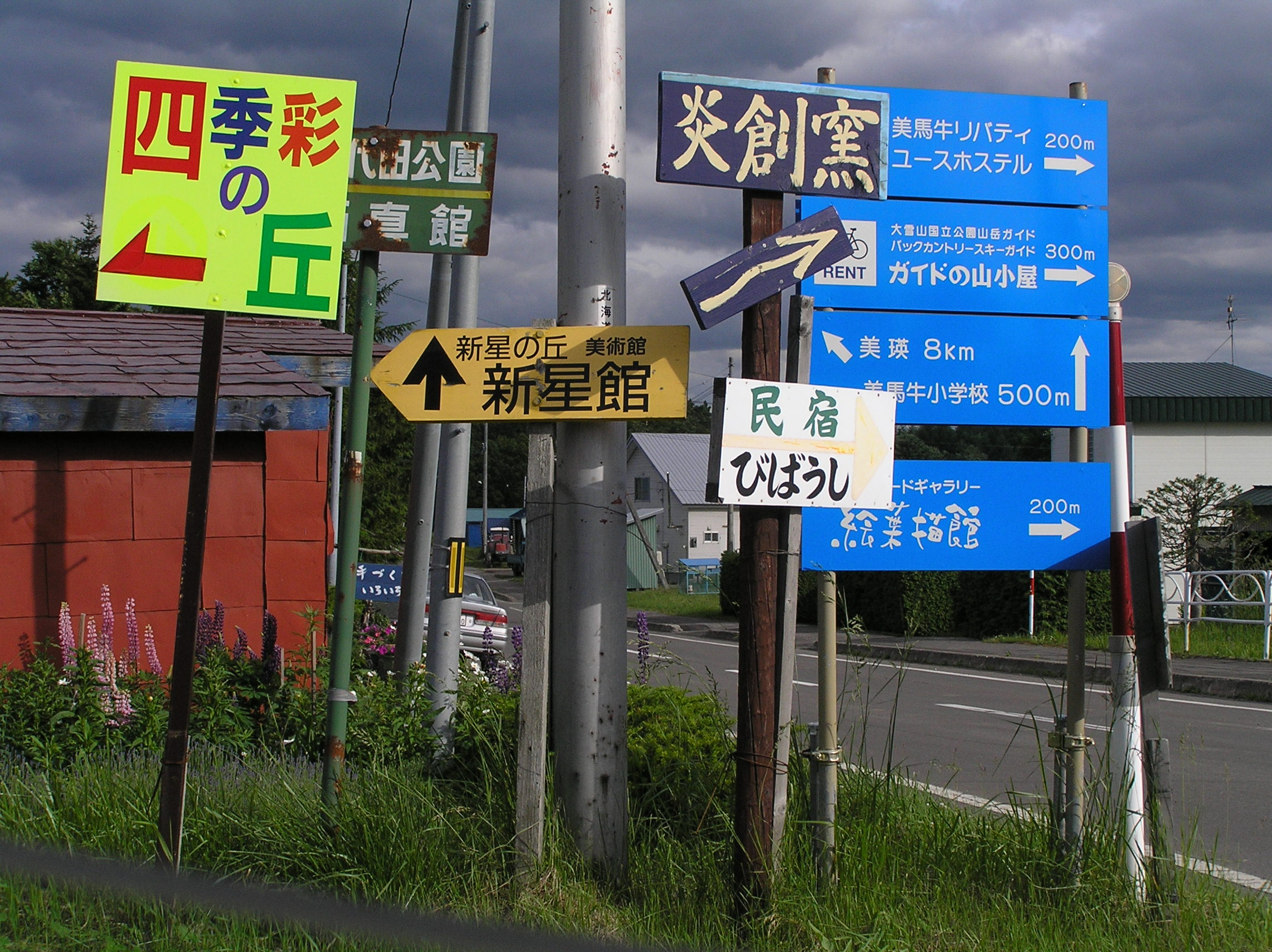
所狭しと立てられた案内と宣伝を兼ねた野立て看板（北海道）

野立て看板（のだてかんばん）とは街路や路地、田畑などに設けて、通行人や乗客に店舗や企業などをPR、案内、誘導したりするための看板。略して野立などともいう。広告の一手段であり、屋外広告物に属する。狭義では鉄道沿線に設けられた田畑に立てる大型看板を指す。
素材はアルミやステンレス等の金属、木材、プラスチックなど、設置条件に応じて様々なものが用いられる。
なお、市民への啓発を目的とした行政立て看板も存在するが、これは、野立て看板とは呼ばない。

## 野立て看板の長所
野立て看板の長所は、通行中のドライバーや歩行者、または列車などの乗客によって確認、認知されやすい視認性の高さであり、特に商業施設（ショッピングセンター）などは、この野立て看板を活用すると、非常に有効なケースがある。
入り組んだ路地にある施設（店舗）への案内、誘導
店舗が大通りから外れたりしている場合は立地的に不利になるが、看板を使って「次の信号を左折」などと誘導することでその問題点を補うことが可能である。この形態は商業施設に限らずスキー場などのレジャー施設、病院などの公共施設でも見られる。案内や誘導を目的とする場合は電柱広告を併用する場合もある。
店舗を目立たせる
店舗が林立するロードサイドや繁華街などの場合、個別の店舗を目立たせるのが難しい。その場合、この野立て看板があると優位に働くことがある。
商圏を拡大する
大規模なGMSや各種専門店などが商圏を拡大したい場合、大通りなどに「あと○km、駐車場○台」などと表記して、興味を引かせるケースが多い。これによって遠方のドライバーなどの関心を引き、店舗に誘導できるメリットがある。
競合店との差別化
コピーや宣伝文句などを入れて、他施設、同業他社との差別化を図る。
などが挙げられる。これらの性格からとりわけ商業施設に特に重宝される広告媒体といえる。

## 野立て看板の規制
野立て看板は屋外広告物法に基づいて、屋外広告業の登録を行わないと設置ができないため、専門の業者が多い。また、野立て看板は屋外広告物法や各自治体の条例に基づいて、設置の際には各都道府県知事に許可申請する必要がある。
なお、野立て看板の設置が禁じられている場所には
- 法律によって禁じられている地区…住居専用地域、景観地区、風致地区、文化財保護法によって保護された建築物や公園、森林法によって保護された森林、鉄道の敷地、自然公園、公園、緑地、墓地など
- 各自治体によって定められる場所…橋梁、街路樹、景観法に基づいて保護された建造物や樹木、その他各自治体が指定した物件

などが挙げられる。

## 鉄道沿線における野立広告

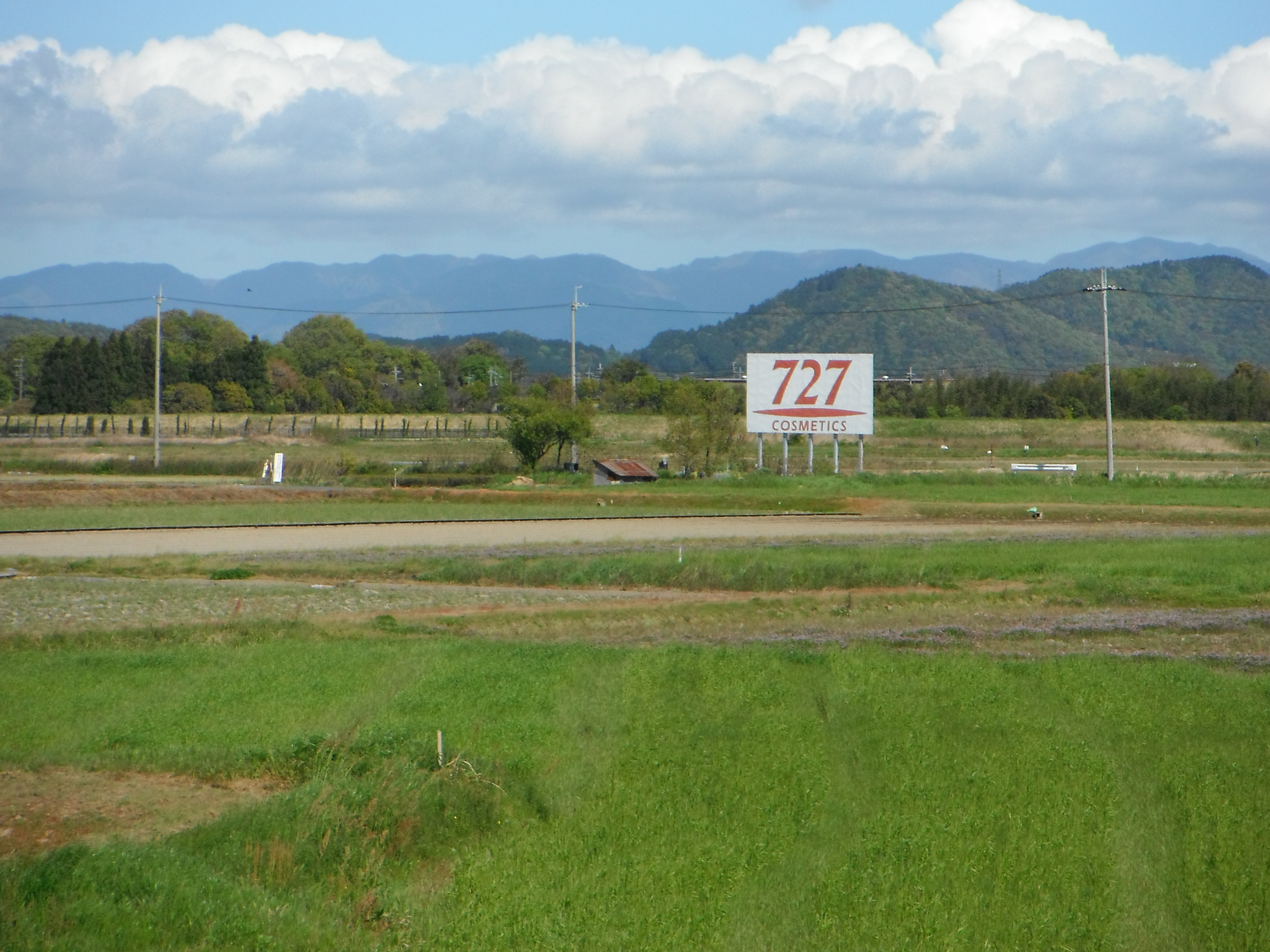
株式会社セブンツーセブンの野立て看板。

鉄道沿線における野立て看板は、一般に野立と呼ばれることが多い。これらは郊外の田畑などに立てられる、列車の乗客は外を眺めていることが多いために、宣伝効果を期待できるものである。特徴としては商品、または企業自体をPRしたものが多く、前述した商業地型の野立て看板とは性格を異にする。
交通広告の一種として鉄道運営者が管理するケースもあるが、広告代理店が沿線の地主と交渉して敷地を確保し、クライアントに提供する方法が一般的である。
この野立に対しても法律で規制されており、鉄道用地から30m以上離さないといけない。また、高さは5mまで、表示面積は30m2未満に定められている。更に自然景観を損ねないために、地色に黒及び原色の使用は禁じられている。ただし、自社の敷地や商業地の場合はこの限りではない。

## 野立て看板の問題点
都市景観問題
最も重大な問題が都市景観に対する問題である。広告は目立たせるのが目的であるゆえに、町並みや自然景観を著しく損ねるケースが多い。とりわけ郊外の商業地においては規制も少ないために、得てして問題になりがちである。
黒川温泉では、温泉旅館の申し合わせにより、これまで野放図に立てられていた野立て看板を一掃し、統一的な町並みを形成することで美しい景観を取り戻した。このことにより古風で趣のある温泉街の風情が蘇り、大幅な集客アップに貢献した。
京都大学吉田キャンパスでは、1970年代から学生らによって野立て看板が立てられ、キャンパスの名物となっていた（京都大学の立て看板を参照）。京都市はこれらの看板が「屋外広告物である」として、擁壁への広告物の設置を禁じる市の条例に違反すると大学側に行政指導。学生らは反発したが大学側は応ぜず、2018年5月1日にこれらの立て看板は撤去される見通しとなった。
商業的な問題
店舗が設置した野立て看板を隠す形で、別の店舗が看板を設けるケースがある。そうなった場合、ドライバーなどにとっては後に設置された看板しか認識できず、最初に設置した店舗の宣伝効果が非常に薄くなり、不利益を被る。一部の郊外ではそのような過当競争が発展したケースもある。
法律上の問題
野立て看板は屋外広告物法によって管理されており、乱雑な広告や著しく景観、風致を著しく乱す広告の設置はできない。しかし、無許可で看板を設置するケースも多く、それをすぐに判別できないのが現状である。もっとも、違反看板はすぐに撤去できるが、大がかりなものの場合、それによって税金を投入するケースがある。
環境問題
田畑に設けられた野立て看板などが手入れも怠ったまま放置された場合、景観を著しく損ねる場合がある。また、酸性雨などによって塗料や各種溶剤が剥げ、その化学物質が露地に染み込むおそれがある。
耐久性の問題
看板に用いられた素材の耐久性を超えた長期間、あるいは悪条件において設置され続けた場合、且つ適切な補修等を行わない場合には倒壊のおそれがある。木材を用いて作られた場合、その木材にもよるが長期間の耐久性、金属であれば錆びによる腐食、劣化等ができる。

## 日本の主な野立て看板を扱う業者
- 長田広告株式会社
- 東海廣告株式会社
- 株式会社東宣エイディ